# Elachiptera brevipennis
Elachiptera brevipennis är en tvåvingeart som först beskrevs av Johann Wilhelm Meigen 1830.  Elachiptera brevipennis ingår i släktet Elachiptera och familjen fritflugor. Arten har ej påträffats i Sverige. Inga underarter finns listade i Catalogue of Life.